# Acid Vitamin
Acid Vitamin je první řadové album skupiny Crashpoint. Bylo vydáno v roce 2005 a obsahuje 12 skladeb.

## Seznam skladeb
1. Paradise
2. Biotekk
3. Le Comercionalle
4. Same Shit
5. Illogical
6. Melanesia
7. N.A.P.E.C.
8. French Lesson
9. Sun & Rain
10. Blue Shadow
11. Supersonic Filter
12. Early Girl